# Carlos Manuel Escribano Subías
Carlos Manuel Escribano Subías (ur. 15 sierpnia 1964 w Carballo) – hiszpański duchowny katolicki, biskup diecezji Calahorra y La Calzada-Logroño w latach 2016–2020, arcybiskup metropolita Saragossy od 2020.

## Życiorys

### Prezbiterat
Święcenia kapłańskie otrzymał 14 lipca 1996 i został inkardynowany do archidiecezji Saragossy. Pracował głównie jako duszpasterz parafialny na terenie Saragossy oraz jako wykładowca miejscowego instytutu teologicznego.

### Episkopat
20 lipca 2010 papież Benedykt XVI mianował go biskupem ordynariuszem diecezji Teruel i Albarracín. Sakry biskupiej udzielił mu 26 września 2010 arcybiskup Madrytu - kardynał Antonio María Rouco Varela.
13 maja 2016 papież Franciszek mianował go biskupem diecezji Calahorra y La Calzada-Logroño (ingres odbył się 25 czerwca 2016).
6 października 2020 tenże sam papież przeniósł go na urząd arcybiskupa Saragossy. Ingres do katedry w Saragossie odbył 21 listopada 2020.